# Yvette Nolan
Yvette Nolan (née en 1961 à Prince Albert, Saskatchewan) est une dramaturge, metteure en scène, actrice et éducatrice canadienne d'origine algonquine. Ayant effectué plusieurs résidences artistiques dans des institutions telles l'Université de Brandon (1996), le Centre national des Arts, l'Université Mount Royal (2009), la bibliothèque de Saskatoon (2011) et l'université de Regina, elle a contribué de manière significative au théâtre autochtone canadien,,,.
Yvette Nolan a été présidente de la Playwright's Union of Canada (en) de 1998 à 2001, directrice artistique de Native Earth de 2003 à 2010. Elle a également été présidente de l'Indigenous Performing Arts Alliance et membre du conseil d'administration de la Saskatchewan Arts Alliance et de la Saskatchewan Association of Theatre Professionals.

## Biographie
Yvette Nolan naît à Prince Albert, en Saskatchewan, d'une mère algonquine et d'un père immigrant irlandais. Elle est élevée à Winnipeg, au Manitoba. Elle y fréquente l'Université du Manitoba, où elle obtient un B.A..
C'est dans cette province canadienne que commence l'implication de Nolan dans les arts autochtones et féministes, au moment où elle voit la représentation sur scène d'un personnage autochtone dans l'adaptation de The Ecstasy of Rita Joe (en) par le Royal Winnipeg Ballet.
Nolan commence sa carrière de dramaturge avec la présentation de sa pièce Blade au Winnipeg Fringe Festival de 1990. La pièce est reprise par la suite lors du Best of the Fringe (1990) et du Women in View Festival (1992).
Yvette Nolan travaille pour plusieurs compagnies théâtrales à travers le Canada, dont notamment le Agassiz Theatre, le Manitoba Theatre Centre, le Nakai Theatre de Whitehorse (Yukon) et le Native Earth Performing Arts,.
Comme metteure en scène, Nolan fait des contributions significatives au théâtre autochtone avec des adaptations de pièces de George Ryga (The Ecstasy of Rita Joe), du Turtle Gals Performance Ensemble (The Only Good Indian), de Marie Clements (Tombs of the Vanishing Indian et The Unnatural and Accidental Women), Kenneth T Williams (Café Daughter et In Care) et Melanie J. Murray (A Very Polite Genocide),.
De 1998 à 2001, Yvette Nolan est présidente de la Playwright's Union of Canada (en). De 2003 à 2010, elle est directrice artistique de Native Earth. Elle a également été présidente de l'Indigenous Performing Arts Alliance et membre du conseil d'administration de la Saskatchewan Arts Alliance et de la Saskatchewan Association of Theatre Professionals.
Nolan est artiste associée au Signal Theatre, pour lequel elle a notamment mis en scène Nôhkom, et co-metteure en scène, avec Michael Greyeyes, de Bearing, présenté lors du Luminato de 2017.
En 2017, elle reçoit un prix honorifique soulignant sa carrière par la Canadian Association of Theatre Research.

## Œuvre

### Pièces
- (en) A Marginal Man
- (en) Annie Mae's Movement
- (en) Blade
- (en) Child
- (en) Job's Wife
- (en) Shakedown Shakespeare
- (en) The Unplugging
- (en) Donne In
- (en) Owen (radio play)
- (en) Toronto Rex
- (en) Ham and the Ram
- (en) Prophecy
- (en) Alaska
- (en) from thine eyes
- (en) Henry IV Pt 1: (adaptation)
- (en) Hilda Blake (libretto)
- (en) The Birds: (adaptation)
- (en) Scattering Jake
- (en) Finish Line
- (en) Video
- (en) What Befalls The Earth

### Ouvrage
- (en)Performing Indigeneity (co-éditrice, avec Ric Knowles), Playwrights Canada Press, 2016

### Mise en scène
- 2017
  - (en) Bearing, avec Michael Greyeyes, Signal Theatre: Luminato,
  - (en) Map Of The Land, Map Of The Stars Gwaandak Theatre,
  - (en) The Piano Teacher Arts Club, Vancouver, BC.
- 2016
  - (en) In Care par Kenneth T. Williams, Gordon Tootoosis Nikaniwin Theatre,
  - (en) Salt Baby, Native Earth Performing Arts 2009, Globe Theatre, 2016-2017.
- 2011
  - (en) Café Daughter, Gwaandak Theatre (Yukon),
  - (en) Tombs of the Vanishing Indian, Native Earth Performing Arts,
- 2009 : (en) The Ecstasy of Rita Joe, National Arts Centre/Western Canada Theatre,
- 2008
  - (en) A Very Polite Genocide, Native Earth Performing Arts,
  - (en) Death of a Chief, Native Earth Performing Arts.
- 2007 : (en) The Only Good Indian, Turtle Gals Performance Ensemble,
- 2006 : (en) Annie Mae's Movement, Native Earth Performing Arts,
- 2005
  - (en) Death of a Chief, Native Earth Performing Arts Weesageechak,
  - (en) The Triple Truth, Turtle Gals.
- 2004 : (en) The Unnatural and Accidental Women, Native Earth Performing Arts[12].

## Prix et distinctions
- 2017 : Woman Of Distinction (nomination) - YWCA Saskatoon,
- 2014 : Mallory Gilbert Leadership Award[13],

- 2013 : Jessie Richardson Award for Outstanding Original Script (pour The Unplugging)[12],
- Bob Couchman Award for direction (pour Café Daughter de Kenneth T Williams (Gwaandak Theatre))[5],
- 2008
  - City of Toronto's Aboriginal Affairs Award,
  - George Luscombe Award for mentorship in professional theatre[3],
- 2007 : Maggie Bassett Award for service to the theatre community,
- 1997 : James Buller Award for Playwrighting from the Centre for Indigenous Theatre[8],
- 1995 : John Hirsch Award for Most Promising New Writer.